# Marie Nageotte-Wilbouchewitch
Marie Nageotte-Wilbouchewitch, née le 9 février 1864 à Białystok (Empire russe) et morte le 30 mai 1941 dans le 6e arrondissement de Paris, est une pédiatre française et la première femme à avoir terminé l'internat de médecine. Elle écrit de nombreux articles scientifiques.

## Biographie

### Famille

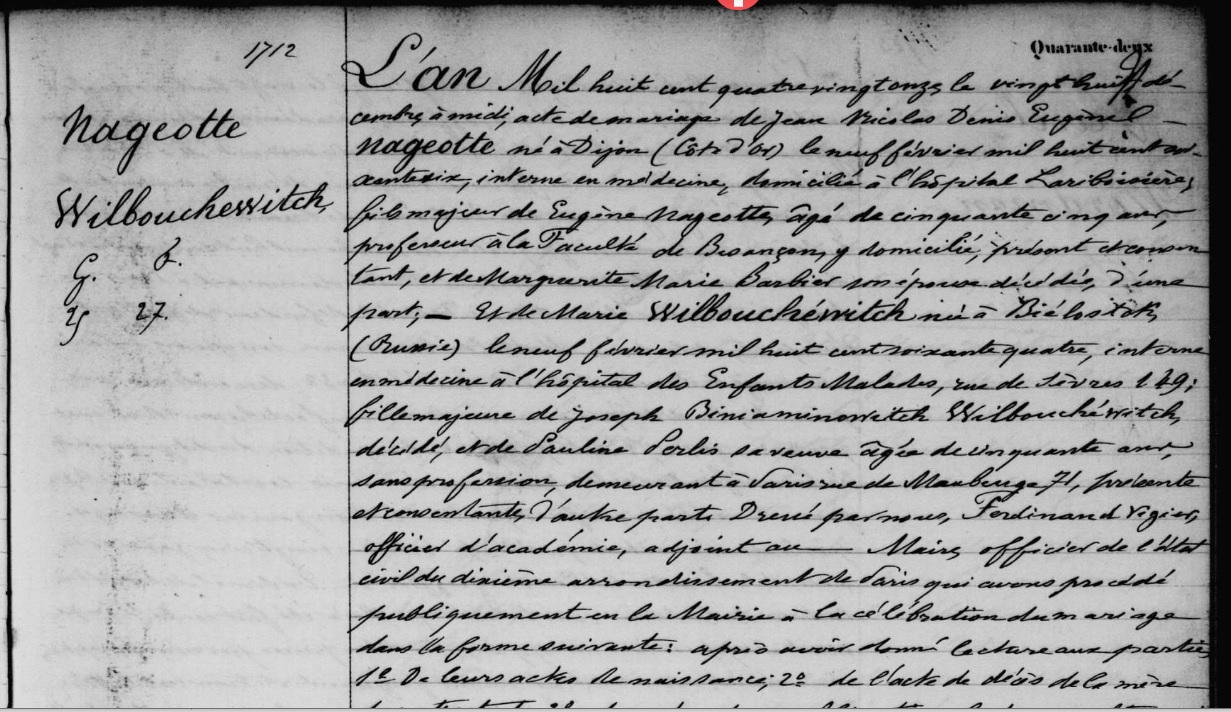
Acte de mariage Nageotte-Wilbouchewitch.

Marie Wilbouchewitch, dite Macha dans sa famille, est née le 9 février 1864 à Białystok, en Russie, dans une famille bourgeoise.
Elle arrive à Paris en juillet 1882.
Le 28 décembre 1891, elle épouse le neurologue, neuroanatomiste et neuropathologiste Jean Nageotte (1866-1948), alors interne de médecine à Paris et acquiert ainsi la nationalité française.

### Formation
À la rentrée 1883, Marie Wilbouchewitch s’inscrit en première année à la faculté de médecine de Paris ; parmi les 3 933 étudiants dont 603 étrangers, il y a 78 femmes dont 65 étrangères. En septembre 1888, elle est reçue 28e sur 46 au concours de l'internat où son futur mari est reçu 10e ; elle est ainsi la deuxième femme à être reçue au concours de l'internat, après l'Américaine Augusta Klumpke (1859-1927) reçue 16e en 1886, qui épousera Jules Dejerine (1849-1917). Augusta démissionne l'année suivante, Marie Wilbouchewitch est donc la première femme à avoir terminé l'internat de médecine,.
Le 10 mai 1893, elle obtient son diplôme de docteur en médecine après avoir soutenu une thèse sur le traitement antiseptique des brûlures,.

### Vie professionnelle
Interne à l'hôpital des Enfants malades, Marie Nageotte-Wilbouchewitch exerce à Paris. Elle contribue au traitement des scolioses et cyphoses, et introduit le service social à l'hôpital. Pionnière de l'orthopédie pédiatrique, elle est formée par Georges Félizet à l'hôpital Tenon, et Louis-Alexandre de Saint Germain à l'hôpital des Enfants malades,.
Elle dirige bénévolement la salle de gymnastique de l'hôpital des Enfants malades de 1895 à 1920.
Marie Nageotte-Wilbouchewitch fait partie du petit groupe des premières femmes médecins (avec Augusta Klumpke, Blanche Edwards-Pilliet, Madeleine Pelletier, Nicole Girard-Mangin) « tombées dans l’oubli le plus profond car elles n’ont pas parlé, pas écrit ».
Pédiatre réputée, elle adhère à la Société de pédiatrie de Paris en 1905, dont elle est élue présidente en 1930.
Patriote pendant la Première Guerre mondiale, elle s'engage comme assistante bénévole au service des premiers blessés à l'hôpital militaire du Val-de-Grâce à Paris du 7 août 1914 au 9 mai 1919 auprès du chirurgien et médecin principal Adolphe Jalaguier et à nouveau en 1939. Guillaume Apollinaire, blessé à la tempe par un éclat d'obus le 17 mars 1916, est soigné par elle au Val-de-Grâce et lui dédicace en reconnaissance son recueil de poèmes Alcools.

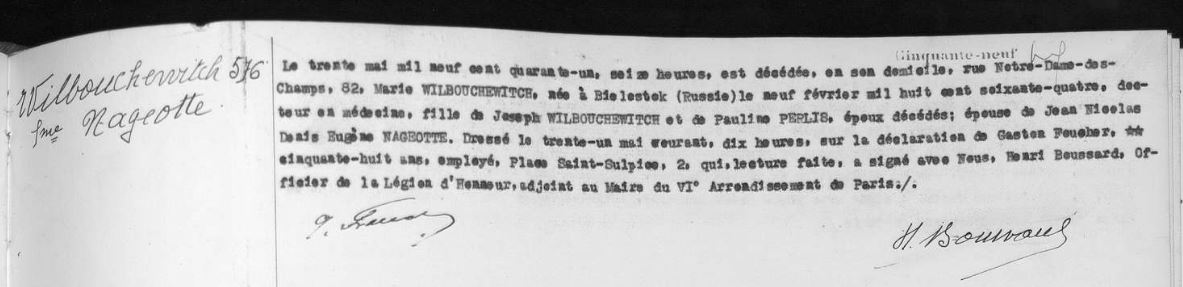
Acte de décès de Marie Wilbouchewitch épouse Nageotte.

Elle aide son mari dans ses travaux.
Elle meurt le 30 mai 1941 dans le 6e arrondissement de Paris, puis est inhumée dans le caveau de la famille Nageotte au cimetière du Montparnasse dans le 14e arrondissement de Paris.

## Publications

### Musique
Pianiste, Marie Nageotte-Wilbouchewitch a composé plusieurs œuvres, principalement des chants pour voix et piano, textes russes et français, notamment à partir de poèmes du « poète du Caucase » Mikhaïl Lermontov.

### Médecine
Marie Nageotte-Wilbouchewitch publie de nombreux articles dans le Bulletin de la Société de Pédiatrie de Paris de 1905 à 1939. Elle écrit également de nombreux articles ainsi que deux chapitres d'un Traité de Kinésithérapie. La liste de ses publications est disponible sur le site de la BnF :
- sa thèse : Traitement antiseptique des brûlures, 1893[10] ;
- Atlas-manuel de gymnastique orthopédique, traitement des déviations de la taille, 1903 [présentation en ligne] ;
- (en coll.) Kinésithérapie, massage, mobilisation, gymnastique, 1909 [lire en ligne]
- Traitement des déviations de la colonne vertébrale et de l'insuffisance respiratoire, 1937[11].

### Mémoires
Marie Nageotte-Wilbouchewitch a rédigé ses mémoires en trois tomes :
- Ma famille[12] ;
- Mes années de médecine[13] ;
- Au Val-de-Grâce pendant la Grande Guerre[14].

## Pour approfondir